# Havstulpanlav
Havstulpanlav (Thelotrema lepadinum) är en lavart som först beskrevs av Erik Acharius, och fick sitt nu gällande namn av Erik Acharius. Havstulpanlav ingår i släktet Thelotrema och familjen Graphidaceae.  Arten är reproducerande i Sverige. Inga underarter finns listade i Catalogue of Life.

## Källor

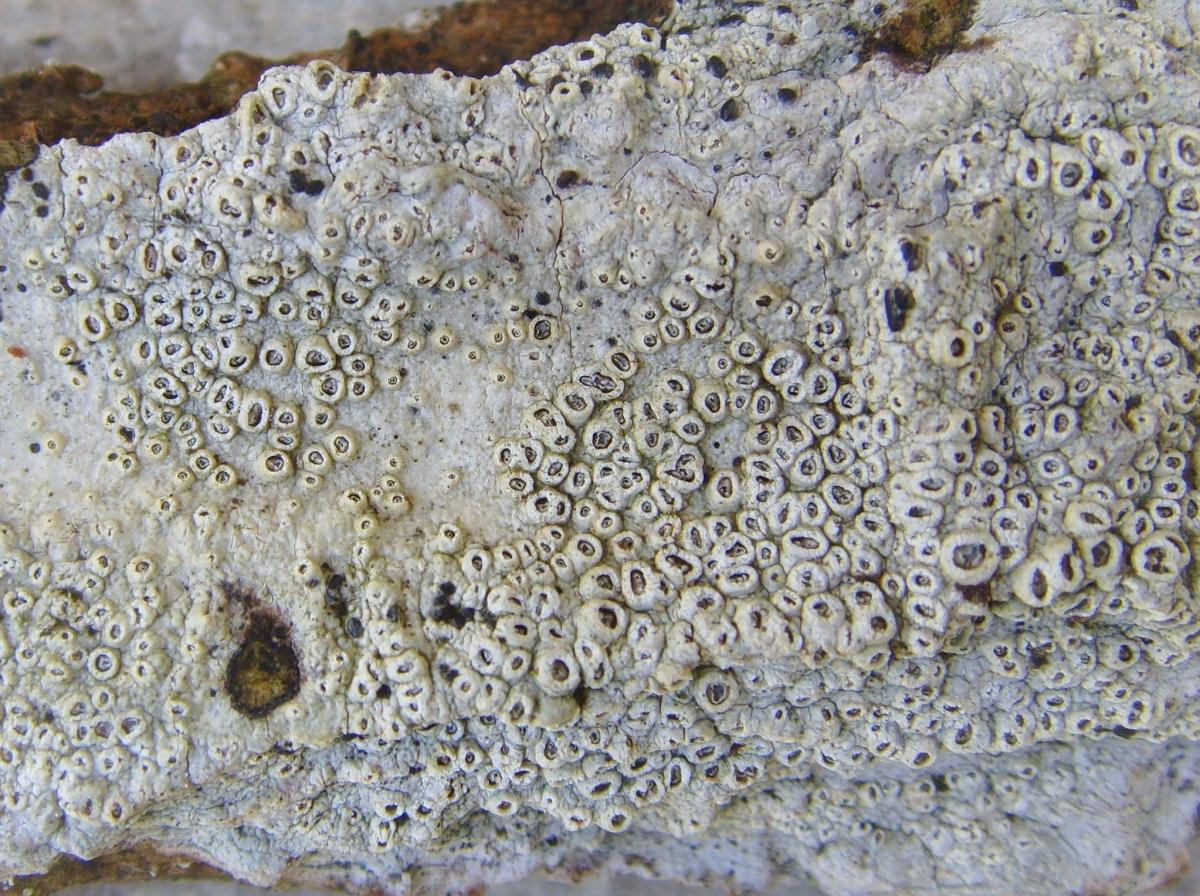
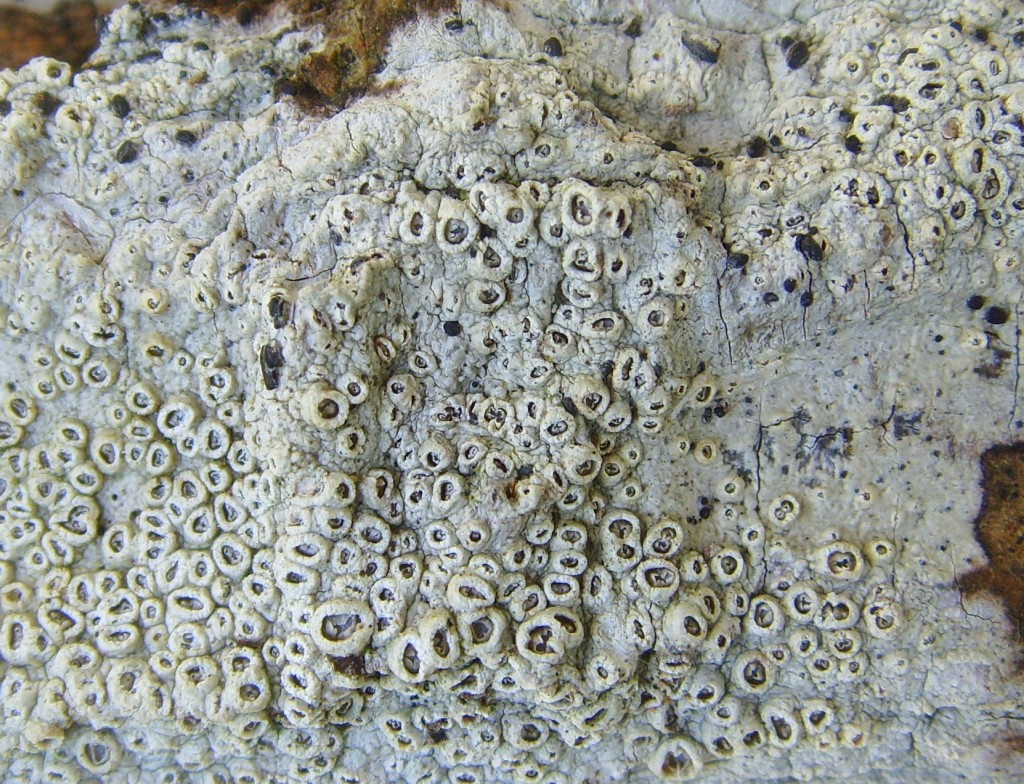